# Sharif Sheikh Ahmed
Sharif Sheikh Ahmed (somali : Shariif Sheekh Axmed), né le 25 juillet 1964 dans la région de Chabila, en Somalie, est un homme d'État somalien, président de la République de 2009 à 2012.

## Biographie
Sharif Sheikh Ahmed est un Hawiyé du clan Abgaal.

### Participation à l'Union des tribunaux islamiques
Sharif Sheikh Ahmed étudie la géographie et la langue arabe à l'Université Kurdufan à Dalanji, au Soudan, dans les années 1980. Il devient par la suite enseignant au collège Jubba, à Mogadiscio, en Somalie.
En 2003, l'un de ses élèves, âgé de 12 ans, est enlevé contre rançon par des « seigneurs de guerre ». Sharif Sheikh Ahmed décide alors de s'opposer à eux. Il participe à la fondation de l'Union des tribunaux islamiques (UTI), dont il est élu président. L'Union prit le contrôle de la capitale somalienne, Mogadiscio, ainsi que du sud et du centre du pays.
L'Union obtient la libération du garçon enlevé, ainsi que de plusieurs autres victimes d'enlèvements. Au cours de l'année 2006, elle est scindée entre « modérés » et « radicaux », Sharif Sheikh Ahmed apparaissant comme le dirigeant des modérés. Il participe aux combats contre les forces somaliennes et éthiopiennes qui chassèrent l'UTI de Mogadiscio fin 2006. Il représente l'Alliance pour la relibération de la Somalie,.

### Président de la République
En décembre 2008, le président Abdullahi Yusuf Ahmed démissionne, provoquant une élection présidentielle. Le président somalien est élu par le Parlement qui se réunit à Djibouti, en raison de la guerre civile en Somalie.
Sharif Sheikh Ahmed arrive en tête au premier tour, avec 219 voix sur 430, contre 60 pour Maslah Mohamed Siyaad Barre, fils de l'ancien président Mohamed Siad Barre, et 59 pour le Premier ministre sortant Nour Hassan Hussein. Au second tour, il fut élu avec 293 voix contre 126 pour Maslah Mohamed Siyaad Barre, Nour Hassan Hussein s'étant retiré.
Le 19 mars 2009, le chef d'Al-Qaida, Oussama Ben Laden, appelle les radicaux islamistes en Somalie à renverser Sharif Sheikh Ahmed dans un enregistrement sonore.
Le 10 septembre 2012, il est battu par Hassan Sheikh Mohamoud au 2e tour de l'élection présidentielle par 190 voix contre 79.
Il est de nouveau battu aux présidentielles de 2017 et 2022.